# NK Croatia Grabrovnica
NK Croatia je nogometni klub iz Grabrovnice.

## Povijest
Nogometni klub Croatia Grabrovnica osnovan je 1975. godine.
Trenutačno se natječu u 3. HNL – Sjever.